# Hutto (Texas)
Hutto ist eine Stadt im Williamson County im US-Bundesstaat Texas in den Vereinigten Staaten. Das U.S. Census Bureau hat bei der Volkszählung 2020 eine Einwohnerzahl von 27.577 ermittelt.

## Geografie
Die Stadt liegt im mittleren Südosten von Texas, im Süden des Countys, nahe dem Cottonwood Creek und hat eine Gesamtfläche von 2,5 km².

## Geschichte
Benannt wurde der Ort nach James Emory Hutto, einem hier ansässigen Rancher, der 1876 das Land für einen Halt (Hutto Station) der International-Great Northern Railroad stiftete. Ein Jahr später wurde daraus ein Eisenbahndepot und ein Postbüro sowie ein Gemischtwarenladen hatten sich hier angesiedelt. 1884 war es dann ein kleiner Ort mit 200 Einwohnern.

## Demografische Daten
Nach der Volkszählung im Jahr 2000 lebten hier 1.250 Menschen in 398 Haushalten und 318 Familien. Die Bevölkerungsdichte betrug 502,7 Einwohner pro km². Ethnisch betrachtet setzte sich die Bevölkerung zusammen aus 76,48 % weißer Bevölkerung, 5,36 % Afroamerikanern, 0,72 % amerikanischen Ureinwohnern, 0,24 % Asiaten, 15,52 % aus anderen ethnischen Gruppen. Etwa 1,68 % waren gemischter Abstammung und 26,72 % der Bevölkerung waren spanischer oder lateinamerikanischer Abstammung.
Von den 398 Haushalten hatten 52,3 % Kinder unter 18 Jahre, die im Haushalt lebten. 61,8 % davon waren verheiratete, zusammenlebende Paare. 11,6 % waren allein erziehende Mütter und 20,1 % waren keine Familien. 15,6 % aller Haushalte waren Singlehaushalte und in 5,5 % lebten Menschen, die 65 Jahre oder älter waren. Die Durchschnittshaushaltsgröße betrug 3,14 und die durchschnittliche Größe einer Familie belief sich auf 3,48 Personen.
35,0 % der Bevölkerung waren unter 18 Jahre alt, 7,4 % von 18 bis 24, 37,0 % von 25 bis 44, 13,6 % von 45 bis 64, und 7,0 % die 65 Jahre oder älter waren. Das Durchschnittsalter war 29 Jahre. Auf 100 weibliche Personen aller Altersgruppen kamen 99,7 männliche Personen. Auf 100 Frauen im Alter von 18 Jahren und darüber kamen 97,1 Männer.
Das jährliche Durchschnittseinkommen eines Haushalts betrug 53.295 USD, das Durchschnittseinkommen einer Familie 55.769 USD. Männer hatten ein Durchschnittseinkommen von 33.125 USD gegenüber den Frauen mit 28.125 USD. Das Prokopfeinkommen betrug 20.113 USD. 4,6 % der Bevölkerung und 3,8 % der Familien lebten unterhalb der Armutsgrenze. Davon waren 3,9 % Kinder und Jugendliche unter 18 Jahren und 2,0 % waren 65 oder älter.

## Söhne und Töchter des Ortes
- De’Vion Wilson (* 2000), Leichtathlet